# Vorstengraf (Vix)
Het Vorstengraf van Vix is een grafheuvel (vorstengraf) uit de Vroege IJzertijd, opgericht ca. 500 v.Chr., aan de voet van de Mont Lassois in Frankrijk.
De heuvel bevindt zich in een site met grafheuvels en een oppidum uit de Hallstattcultuur en de La Tène-periode (ook wel Vixcultuur genoemd). Dit vorstengraf werd in 1953 ontdekt door de archeoloog René Joffroy.

## Grafheuvel
Het is het graf van een Keltische priesteres, edelvrouw of koningin; de vrouw is ongeveer 40 jaar geworden. De houten grafkamer van 4 bij 4 meter lag onder een grafheuvel van 38 meter in diameter en 5 meter hoog.

## Wagen
De vorstin lag op een strijdwagen middenin het graf, waar de wielen van zijn afgenomen en opzij gezet. Het hout is vergaan, alleen de bronzen en ijzeren delen van de wagen zijn bewaard.

## Grafgiften
De grafgiften staan bekend als de Trésor de Vix. 

### Torque

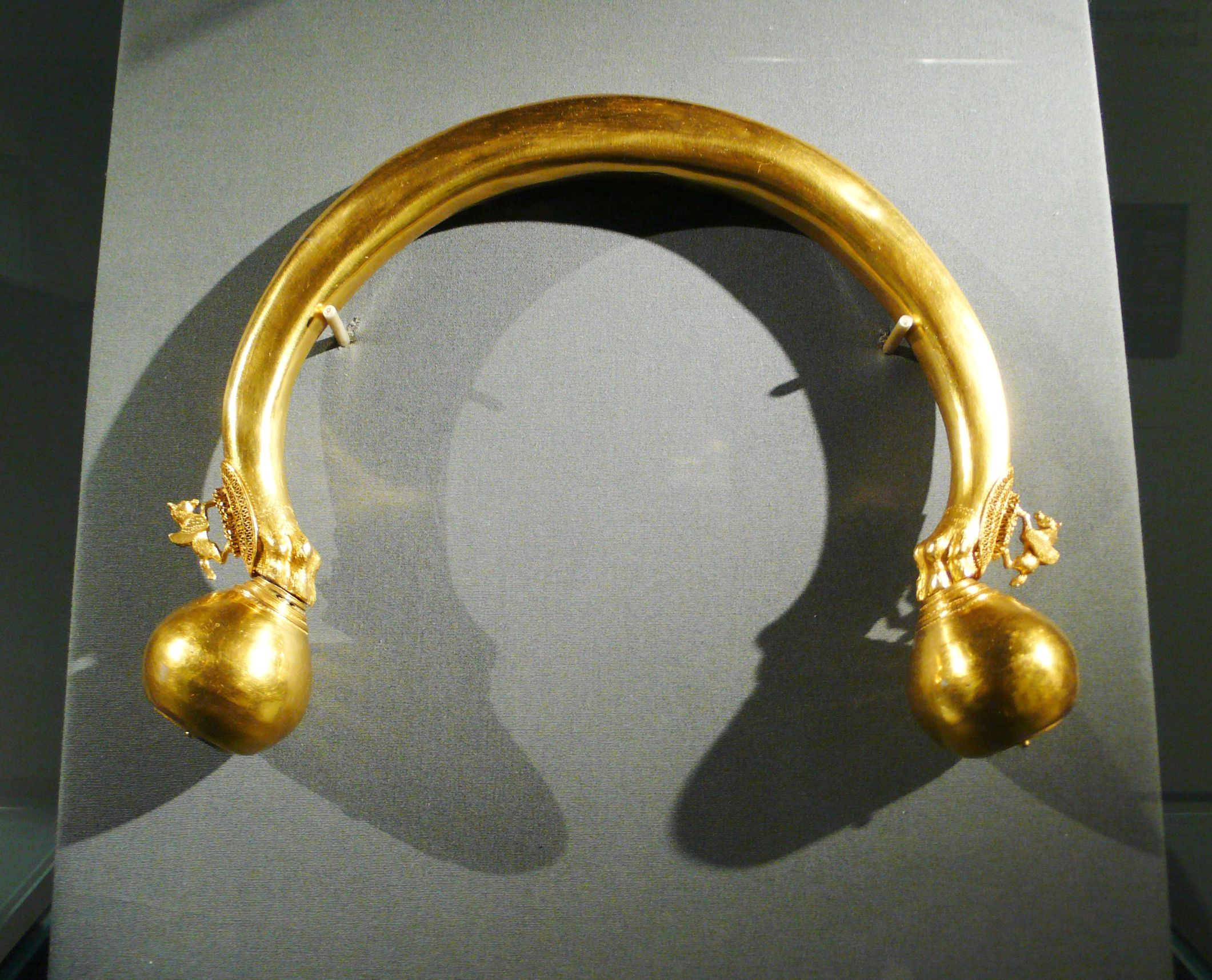
Gouden torque

Om haar nek lag een gouden torque van bijna een halve kilo (480 gram). De halsband heeft een opening en twee bolvormige uiteinden. Bij de knoppen aan beide uiteinden is een gevleugeld paard en filigrainwerk aangebracht. Ze droeg onder de torque een ketting van barnstenen kralen. 

### Andere sieraden
Men vond ook andere fijne sieraden, zeven Keltische fibula's (gedecoreerd met amber uit het noorden en koraal uit het zuiden), drie armbanden van schist (zwarte steen) en een van barnstenen kralen.
Er werden ook voorwerpen uit Italië en Griekenland, een phiale en een Etruskische oenochoë (schenkkan)  van brons aangetroffen in het graf.

### Krater

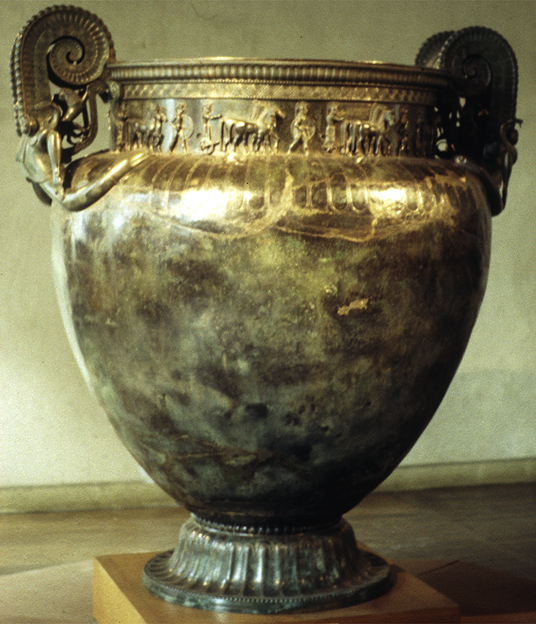
Vix krater, grootst aangetroffen Grieks mengvat meegegeven als grafgift

Men vond er ook drinkgerei, mengbekers. De meest spectaculaire vondst was een reusachtige Griekse krater   (mengvat) van brons. De krater van 1,65 meter hoog, 208 kilo brons met een inhoud van 1100 liter. Deze laatste is de grootste bronzen krater uit de Griekse wereld, die ooit ergens werd aangetroffen. Er staan Gorgonen op afgebeeld in de archaïsche Griekse stijl om boze machten op een afstand te houden. De fries onder de rand van de krater bestaat uit Griekse krijgers en strijdwagens en op het deksel, dat bewaard is gebleven, staat als handvat een vrouwelijke druïde van 19 centimeter hoog, eveneens in archaïsche stijl. Haar mantel is als een sluier over haar hoofd gedrapeerd. Het deksel kon als zeef voor de wijn dienen. Waarschijnlijk had er mede in de krater gezeten. 
Over de vraag hoe de immense krater in Vix is aangekomen, bestaan verschillende theorieën: mogelijk is het in zijn geheel vanuit Marseille verscheept, of zijn ter plekke delen in elkaar gezet of hebben Griekse smeden de krater in Vix gemaakt.

### Aardewerk
Er zijn meer dan 40.000 stukken aardewerk versierd met geometrische motieven of dierlijke figuren op de site aangetroffen. Veel daarvan werden gemaakt in de directe omgeving. Ook werden uit Griekenland en Zuid Frankrijk geïmporteerde amfora in de zwartfigurige stijl opgegraven. 

## Bij het graf
In 1990 werden twee standbeelden van een krijger en een dame aangetroffen op de site. Hun hoofden waren afgeslagen. De twee kalkstenen beelden werden gevonden bij de opening van een rechthoekige greppel, dicht bij het graf van de vorstin, die een terrein omsloot van 20 bij 20 meter. De opening was richting Mons Lassois.

## Mons Lassois

### Plateau
De nederzetting op Mons Lassois was een belangrijk centrum van de late Hallstattcultuur. De plaats had een citadel, wat erop duidt dat de plek een belangrijk economisch centrum is geweest. Er werden weinig wapens aangetroffen.
De verdedigingswerken lagen niet op, maar om de heuvel heen. Een grote verdedigingsmuur in Keltische stijl (murus gallicus) lag aan de westkant.
In het midden van de site op het plateau van Mons Lassois werd in 2006 de Palais de la Dame de Vix ontdekt, het grootste huis, een complex met twee of drie ruimtes. Het hoofdgebouw is 35 bij 22 meter groot en de geschatte hoogte was tussen de 12 en 15 meter. Er was een anta en een apsis bij deze hal aanwezig. Het huis was bepleisterd en was geel en rood geverfd. Het lag aan de rand van het plateau en keek uit over de Seine. Onderaan de heuvel lag mogelijk een aanlegplaats.

### Omgeving
In de omgeving liggen vijf grote grafheuvels, waarvan 3 zijn onderzocht. In grafheuvel 2, met een diameter van 33 meter, werd een urn met crematieresten aangetroffen. Deze heuvel wordt gedateerd tot 850 v.Chr.. In de grafheuvel van La Butte werd ook een vrouw op een strijdwagen aangetroffen. In La Butte werden ook twee ijzeren bijlen en een gouden ketting aangetroffen. In de in 1846 vernietigde grafheuvel van La Garenne werden een strijdwagen en een Etruskische bronzen schaal met handvatten in de vorm van een griffioen gevonden.

## Museum
Een reconstructie van het Vorstengraf en de vondsten is te zien in het museum in Châtillon-sur-Seine.

## Afbeeldingen van de krater

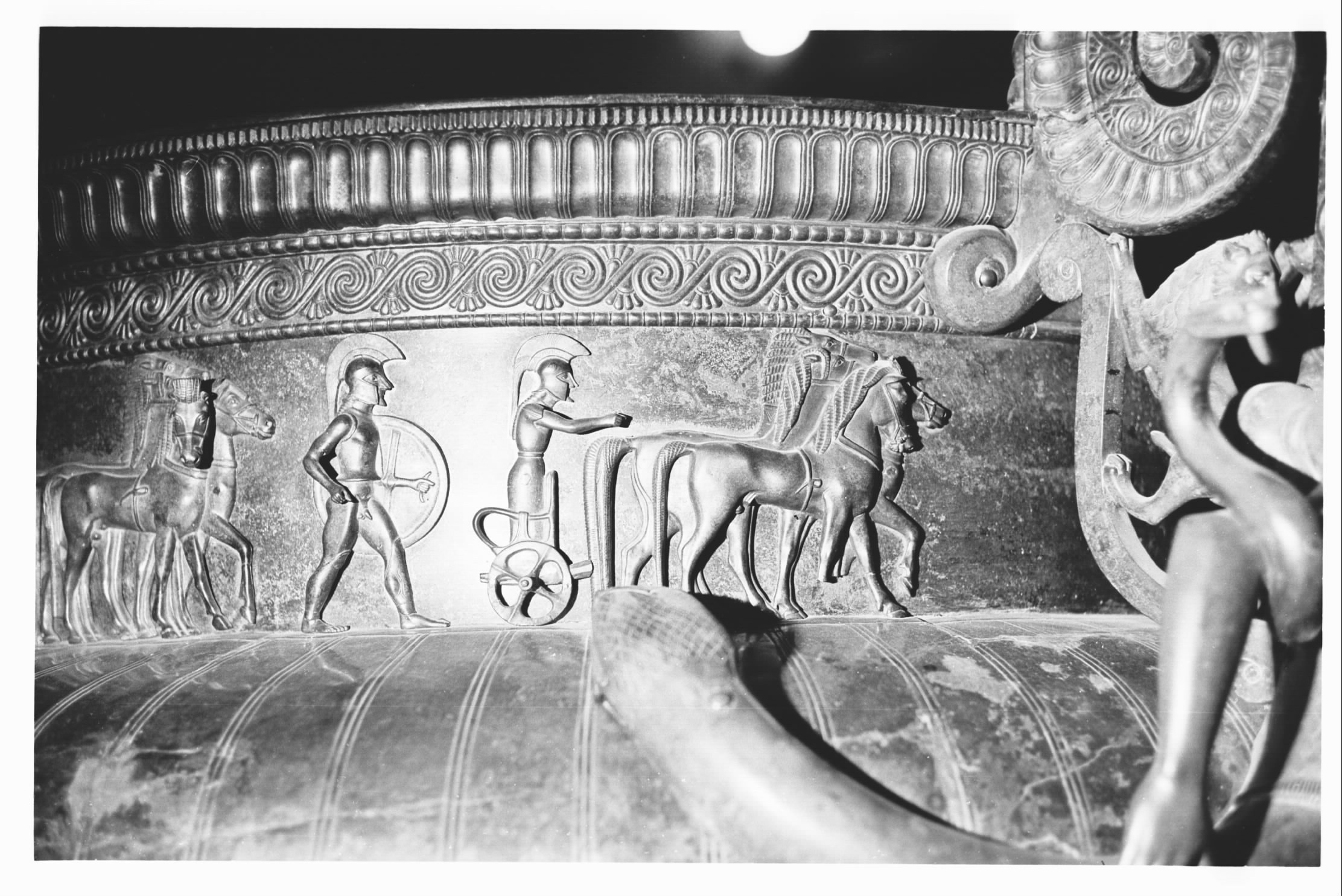
Krater van Vix
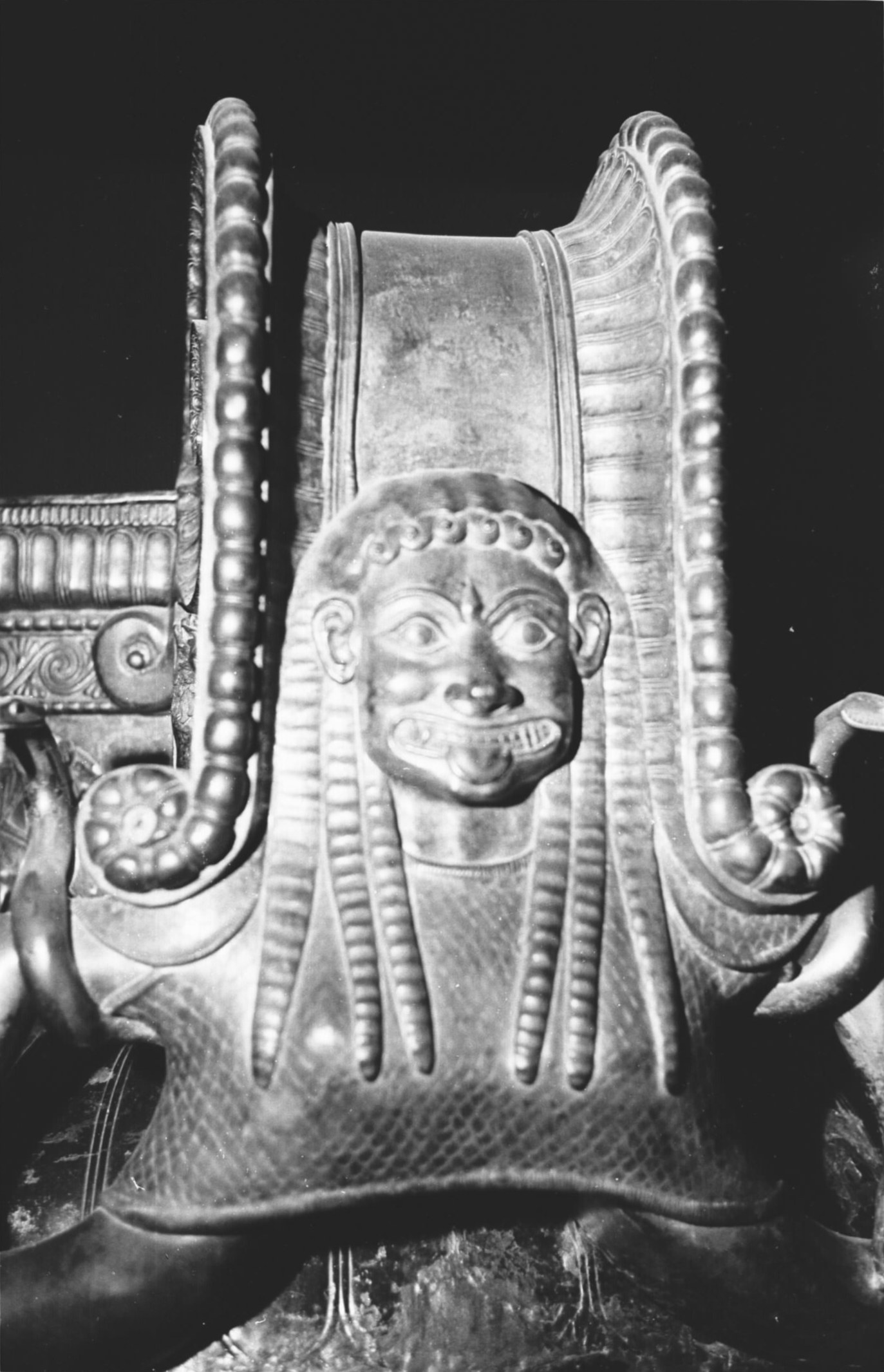
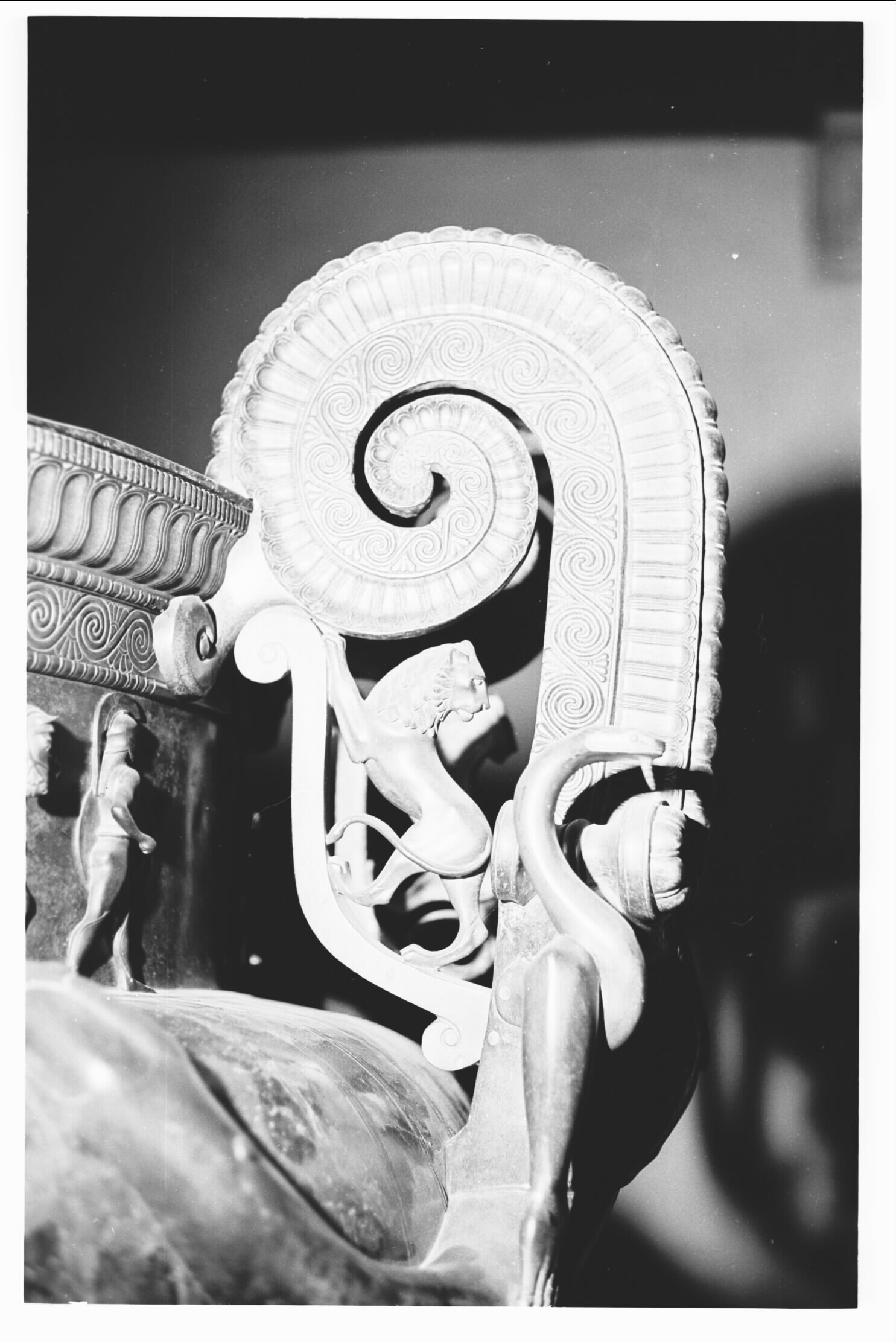